# Janina Müller
Janina Müller (* 12. Januar 1998 in Sinsheim) ist eine ehemalige deutsche Fußballspielerin.

## Karriere
Müller spielte in ihrer Jugendzeit zuletzt von 2013 bis 2015 für die B-Jugendmannschaft der TSG 1899 Hoffenheim in der Staffel Süd der B-Juniorinnen-Bundesliga, in der ihr ein Tor in 34 Punktspielen gelang. Am 10. Mai 2015, einen Tag nach Ende der B-Juniorinnen-Bundesliga-Saison, gab sie für die erste Mannschaft ihr Bundesligadebüt. Beim 2:2-Remis im Auswärtsspiel gegen den SC Freiburg am letzten Spieltag, wurde sie für Theresa Betz in der 75. Minute eingewechselt.
In der Saison 2015/16 bestritt sie ihr einziges Punktspiel für die Zweitvertretung in der Staffel Süd der seinerzeit zweigleisigen 2. Bundesliga am 22. Mai 2016 (22. Spieltag) beim 3:1-Sieg im Heimspiel gegen den Liganeuling Borussia Mönchengladbach. Bis zum Saisonende 2019/20 bestritt sie weitere 62 Punktspiele, in denen sie fünf Tore erzielte; ihr erstes am 19. März 2017 (14. Spieltag) beim 5:2-Sieg im Auswärtsspiel gegen den TSV Schott Mainz mit dem Treffer zum Endstand in der 80. Minute.
Nach dem Ende ihrer Schulzeit an der Kraichgau-Realschule Sinsheim, eine vom DFB ernannten Eliteschule des Fußballs, begab sie sich in die Vereinigten Staaten an das College of Saint Rose in Albany im Bundesstaat New York. Für das Sport-Team der Bildungseinrichtung, die Saint Rose Golden Knights, bestritt sie in den Spielzeiten 2021 und 2022 47 Meisterschaftsspiele in der „Academic All-Conference“, in denen sie elf Tore erzielte.
Am 14. Juni 2024 wurde sie vom Aufsteiger in die drittklassige Regionalliga Süd, dem VfB Stuttgart verpflichtet, mit dem sie am Saisonende in die 2. Frauen-Bundesliga aufstieg. Daraufhin beendete sie im Sommer 2025 ihre Karriere.